# Phytosciara filispinosa
Phytosciara filispinosa är en tvåvingeart som beskrevs av Werner Mohrig 1999. Phytosciara filispinosa ingår i släktet Phytosciara och familjen sorgmyggor. Inga underarter finns listade i Catalogue of Life.